# Bordon (Angleterre)
Pour les articles homonymes, voir Bordon.
Bordon est un petit village situé dans le comté de Hampshire, en Angleterre, au Royaume-Uni.